# 아이비아이
아이비아이(I.B.I)는 대한민국의 걸 그룹이다. 2016년 《PRODUCE 101》에 참가했으나 최종 11인 안에 들지 못한 참가자들의 프로젝트 그룹으로, 이해인, 김소희, 윤채경, 루리, 한혜리로 이루어져 있다.
《PRODUCE 101》이 끝난 이후 디시인사이드를 중심으로 간발의 차이로 I.O.I에 선발되지 못한 연습생들이 아깝다는 여론이 생기기 시작했으며 이 중 속칭 '퀵(김소희)빛(윤채경)짹(한혜리)푼(이수현)핸(이해인)'이라는 별칭으로 불리는 5명의 연습생들을 중심으로 또하나의 프로젝트 걸그룹 I.B.I가 결성되었다.
I.B.I가 활동을 종료한 이후, 윤채경은 에이프릴에 합류하였고 김소희는 2017년에 솔로로 데뷔 후 2019년 네이처에 합류했다. 이해인은 아이돌학교에 출연했지만 최종 탈락했다. 한혜리는 믹스나인에 출연했지만 탈락했다. 루리는 데뷔 예정이던 데이데이가 무산되어 해체 후 루리로 개명하여 솔로 데뷔했다.

## 이전 구성원
| 이름   | 소개 |
| ------ | --- |
| 이해인 | - 이름 : 이해인 - 생년월일 : 1994년 7월 4일(30세) - 출생지 : 대한민국 경상남도 창원시 마산회원구 - 학력 : 백석예술대학교 실용음악과 (중퇴) - 소속사 : 무소속 - 활동기간 : 2016년 ~ 2018년                                                     |
| 김소희 | - 이름 : 김소희 (金昭希) - 생년월일 : 1995년 1월 20일(30세) - 출생지 : 대한민국 부산광역시 - 학력 : 삼성여자고등학교 (졸업) - 소속사 : n.Ch엔터테인먼트 - 기타 소속그룹 : C.I.V.A, 옆집소녀, 네이처 - 활동기간 : 2016년 ~2018년               |
| 윤채경 | - 이름 : 윤채경 (尹彩暻) - 생년월일 : 1996년 7월 7일(28세) - 출생지 : 대한민국 경기도 시흥시 - 학력 : 성신여자대학교 미디어영상연기학과 (재학) - 소속사 : DSP 미디어 - 기타 소속그룹 : 퓨리티, C.I.V.A, 에이프릴 - 활동기간 : 2016년 ~ 2018년 |
| 루리   | - 본명 : 이루리 - 생년월일 : 1996년 9월 5일(28세) - 출생지 : 대한민국 경기도 안산시 - 학력 : 경일관광경영고등학교 (졸업) - 소속사 : HG엔터테인먼트 - 활동기간 : 2016년 ~2018년                                                                |
| 한혜리 | - 이름 : 한혜리 - 생년월일 : 1997년 8월 24일(27세) - 출생지 : 대한민국 경기도 광명시 - 학력 : 백제예술대학교 미디어음악과 (휴학) - 소속사 : 무소속 - 활동기간 : 2016년 ~2018년                                                                |

## 음반 목록

### 싱글 앨범
| 음반 정보                          | 트랙 리스트          |
| ---------------------------------- | -------------------- |
| 몰래몰래 - 발매일: 2016년 8월 18일 | 1. I.B.I 2. 몰래몰래 |

## 음반 외 활동

### 방송
| 연도 | 기간               | 방송사 | 제목                          | 출연          | 역할   | 참고      |
| ---- | ------------------ | ------ | ----------------------------- | ------------- | ------ | --------- |
| 2016 | 8월 18일           | Mnet   | 《엠카운트다운》              | 아이비아이    | 출연자 |           |
| 2016 | 8월 19일           | KBS2   | 《뮤직뱅크》                  | 아이비아이    | 출연자 |           |
| 2016 | 9월 1일            | Mnet   | 《너의 목소리가 보여 시즌 3》 | 김소희        | 패널   |           |
| 2016 | 9월 8일            | Mnet   | 《너의 목소리가 보여 시즌 3》 | 김소희 윤채경 | 패널   |           |
| 2016 | 9월 14일           | MBC    | 《아이돌 요리왕》             | 한혜리        | 참가자 | 추석 특집 |
| 2016 | 9월 26일           | SBS    | 《런닝맨》                    | 김소희        | 게스트 |           |
| 2016 | 10월 8일~11월 12일 | JTBC   | 《헬로 아이·비·아이》         | 아이비아이    | 출연자 |           |

## 같이 보기
- 아이오아이 (I.O.I)